# Pes màxim a l'enlairament

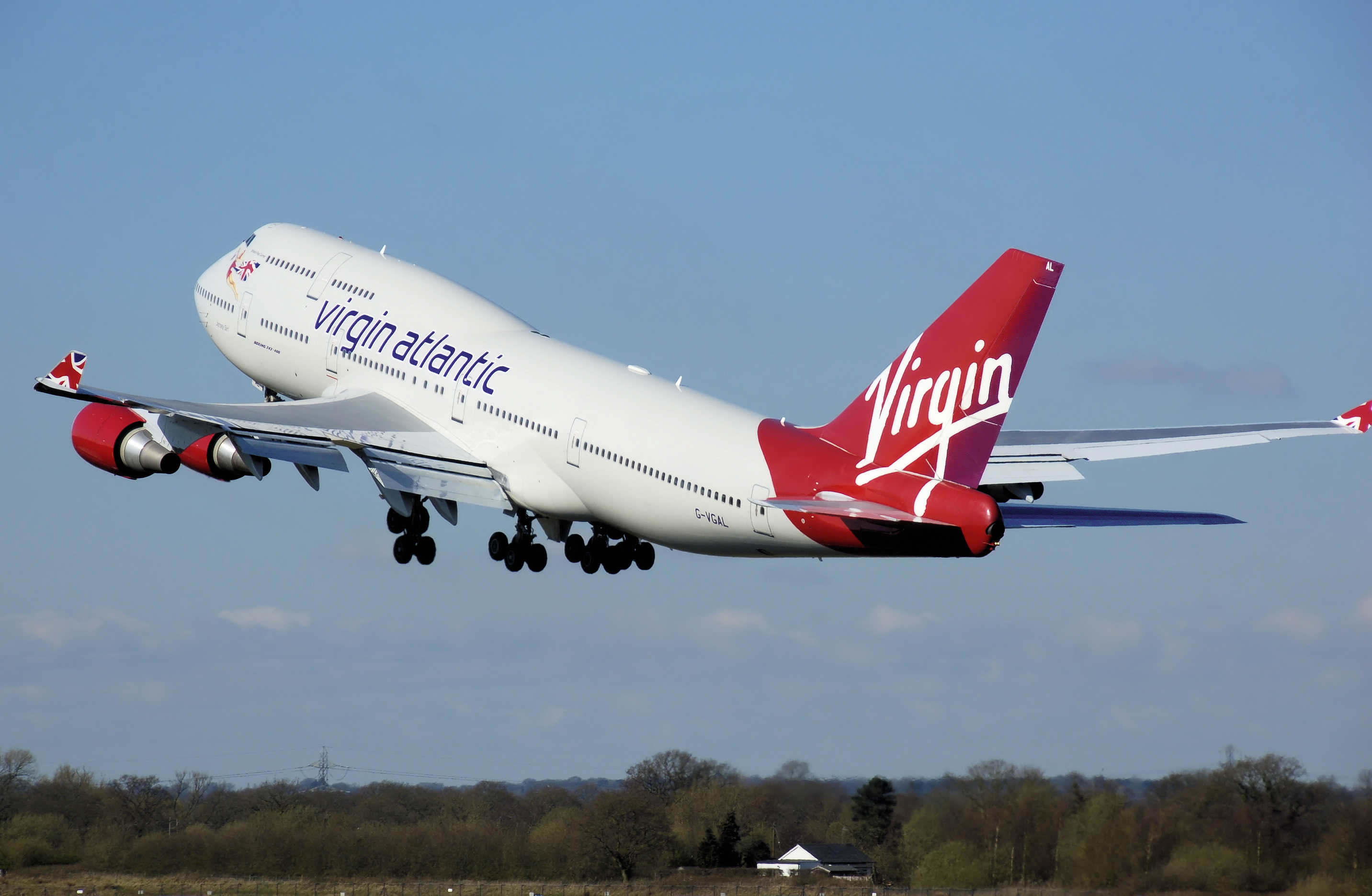
Enlairament d'un Boeing 747

En aviació, el pes màxim a l'enlairament d'un avió, en l'argot tècnic de vegades abreviat com a MTOW, maximum take-off weight, o MTOM, maximum take-off mass, és el pes màxim que una aeronau no pot excedir per evitar danys estructurals i disminució del rendiment durant la fase d'enlairament. És indicat al manual operatiu de l'aeronau pel fabricant. El pes màxim a l'enlairament depèn de les característiques aerodinàmiques i estructurals del fuselatge, l'empenyiment que proporciona el motor i altres factors que no depenen del mateix avió, sinó de l'ambient exterior, com ara les condicions meteorològiques i la llargada de la pista. És el resultat d'addicionar el pes en buit de l'aeronau (estructura, equipament i líquids no consumibles), el combustible, els passatgers, la tripulació i l'equipatge.

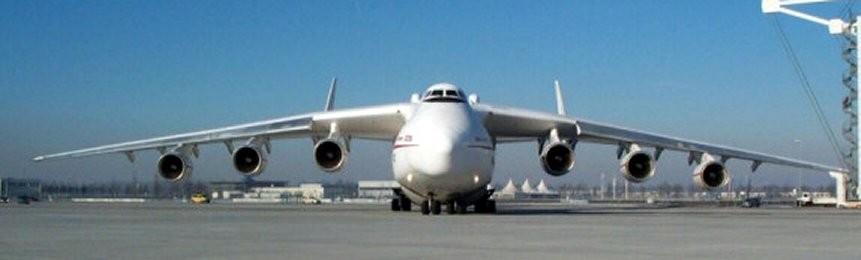
Antónov An-225 Mria

La categoria de pes màxim a l'enlairament d'un avió es basa en les «condicions normals» establertes per l'ICAO. Tanmateix, les condicions reals sovint difereixen de les condicions normals: la densitat de l'aire depèn de l'altitud d'un aeroport, la pressió atmosfèrica, la temperatura de l'aire i la humitat atmosfèrica. Variacions d'aquests valors poden influenciar el pes màxim efectiu a l'enlairament d'un avió.
Amb un pes màxim a l'enlairament de 640 tones, l'Antónov An-225 Mria és l'avió més pesant del món.